# 피에르 뒤퐁 (정치인)

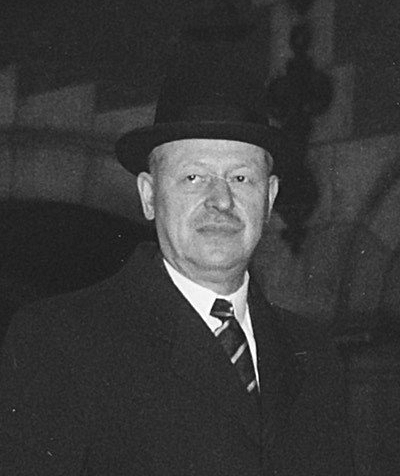
피에르 뒤퐁

피에르 뒤퐁(Pierre Dupong)은 룩셈부르크의 정치인이다. 제16대 룩셈부르크의 총리를 지냈다.